# Onze-Lieve-Vrouw-van-Bijstandkapel (Diest)

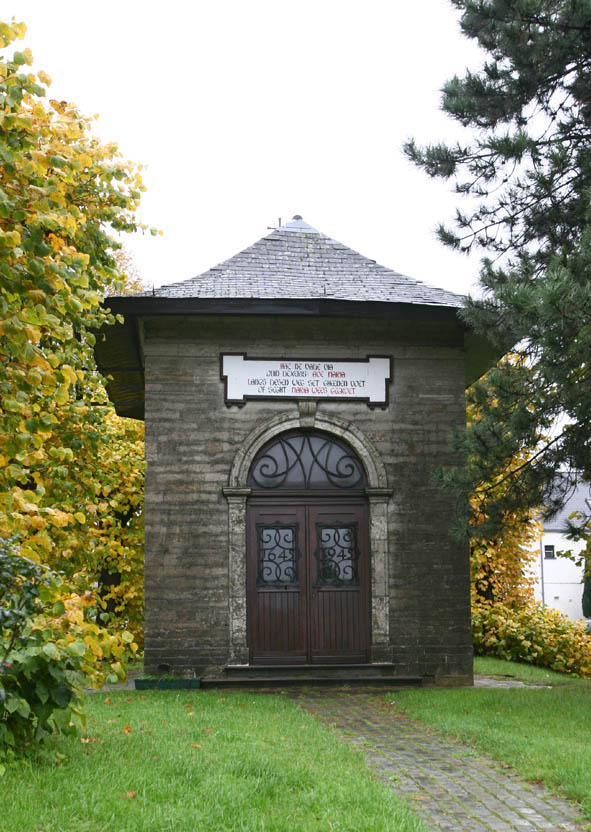
Onze-Lieve-Vrouw-van-Bijstandkapel

De Onze-Lieve-Vrouw-van-Bijstandkapel is een kapel in de Vlaams-Brabantse stad Diest, gelegen aan de Delphine Alenuslaan.
Hier stond vanaf 1645 een kapel die kort na 1800 vervangen werd door een neoclassicistisch gebouw.
De kapel heeft 17e-eeuwse beelden en een 18e-eeuws altaar.